# Manoir de la Ménitré
Le manoir de la Ménitré est une demeure, du XVe siècle restauré au XIXe siècle, qui se dresse sur la commune française de La Ménitré dans le département de Maine-et-Loire, en région Pays de la Loire.

## Localisation
Le manoir est situé à 300 mètres au nord-ouest de l'église Saint-Jean-Baptiste de La Ménitré, dans le département français de Maine-et-Loire.

## Historique
Selon Salch, le manoir est construit en 1454 par Jeanne de Laval, seconde femme du roi René et restauré au XIXe siècle.
Selon Emmanuel Litoux, le manoir est reconstruit par le duc René d'Anjou (1409-1480), et est documenté par plusieurs marchés de construction. En 1471 est réalisé un inventaire détaillé de tout son ameublement, alors que Jean Mesqui dit que ce manoir secondaire est construit par René d'Anjou.

## Protection
Le manoir fait l’objet d’une inscription au titre des monuments historiques par arrêté du 28 décembre 1928.